# Zemětřesení ve střední Itálii 2016

Otřesy v oblasti

V roce 2016 došlo ve střední Itálii k sérii zemětřesení.

## Srpen
K zemětřesení došlo 24. srpna 2016 v 3:36 místního času na hranicích krajů Umbrie a Lazia, 110 km severovýchodně od Říma. Bylo zaznamenáno americkou agenturou United States Geological Survey, která sílu zemětřesení odhadla na 6,2 momentové škály. Později byla dalšími agenturami síla upřesněna na 6,1 momentové škály[zdroj?] s epicentrem jihovýchodně od obce Norcia v hloubce 10 km. Otřesy byly zaznamenány i v Římě a Neapoli. Během dne bylo zaznamenáno dalších 40 otřesů, z nichž jeden dosáhl síly 5,5 momentové škály. Při zemětřesení bylo v silně postižené oblasti více než 20 tisíc lidí.
Dotřesy byly cítit i 3. září, kdy v 3:34 místního času došlo k zemětřesení o síle 4,3 momentové škály, které se nacházelo 5 km od Noricie a došlo k malému poškození tohoto města. Celkem bylo ve střední Itálii registrováno více než 2000 dotřesů. Zemětřesení napáchalo značné materiální škody a způsobilo celkem 299 lidských obětí.

### Záchranné práce a škody
Záchranné práce komplikovala poničená infrastruktura, uzavřené silnice, narušená statika mostů a sesuvy půdy. Nejsilněji byly zasaženy obce Amatrice a Accumoli, kdy prvně jmenovaná zaznamenala nejvíce lidských obětí a v druhé nezůstal jediný obyvatelný dům. Kritika zmínila, že mnoho domů bylo špatně postaveno nebo byly postaveny podle dávného stylu a staly se náchylné ke zřícení. Celkové škody byly odhadnuty v přepočtu na několik miliard českých korun.
Podle agentury DPA přislíbil italský premiér Matteo Renzi uvolnit na pomoc postiženým oblastem 235 milionů eur (6,4 miliardy Kč). V poškozených městech by se neměly vybírat daně. Papež František vyjádřil smutek a nabídl modlitbu publiku ve středu na Svatopetrském náměstí.
Během záchranných prací se také odehrálo několik pozoruhodných příběhů, když italští záchranáři například po několika hodinách vyprostili živou osmiletou dívku, kterou zavalily trosky, či živou desetiletou dívku, která byla 17 hodin v troskách. Ještě po 16 dnech byla pod troskami objevena živá kočka.

### Oběti
Nejvíce byla zasažena horská oblast provincie Rieti. V městečku Amatrice zahynulo nejméně 218 lidí. Celkem zemřelo 298 lidí, zhruba 400 lidí bylo zraněných a okolo 4000 lidí skončilo bez domova. Při zemětřesení zemřely dvě stoleté ženy.
| Země               | Počet mrtvých |
| ------------------ | ------------- |
| Itálie             | 285 mrtvých   |
| Rumunsko           | 6 mrtvých     |
| Spojené království | 3 mrtví       |
| Albánie            | 1 mrtvý       |
| Afghánistán        | 1 mrtvý       |
| USA                | 1 mrtvý       |
| Salvador           | 1 mrtvý       |
| Kanada             | 1 mrtvý       |
| Španělsko          | 1 mrtvý       |
| Celkem             | 299 mrtvých   |

Zemětřesení bylo nejničivějším v Itálii od roku 2009, kdy při podobné živelní pohromě zahynulo v L'Aquile 308 lidí a asi 65 000 jich přišlo o střechu nad hlavou.

## Říjen
K prvnímu zemětřesení došlo dne 26. října 2016 v 19:10 místního času. Jeho epicentrum se nacházelo 8 kilometrů od obce Sellano a jeho síla byla 5,5 na momentové škále. Zhruba dvě hodiny po prvním zemětřesení přišel silný otřes o síle 6,1. Třetí zemětřesení o síle 4,9 nastalo ještě téhož dne ve 23:42 místního času, ale způsobilo pouze minimální škody. Ráno 30. října došlo k hlavnímu otřesu o síle 6,6, který však podle některých odhadů měl sílu až 7,1. Bylo to nejsilnější zemětřesení v Itálii za posledních 36 let. O domov přišlo téměř 100 000 lidí. Dohromady zemřeli 3 lidé, několik desítek lidí bylo zraněno, mnoho domů bylo poškozeno či zničeno v městech, ve kterých přežili zemětřesení z 24. srpna 2016.